# Otto Haas (Paläontologe)
Otto Haas (* 20. März 1887 in Brünn, Österreich-Ungarn; † 26. März 1976 in Reno) war ein austroamerikanischer Paläontologe und Rechtsanwalt.

## Leben
Haas studierte seit 1905 an der Universität Wien, zunächst Erdwissenschaften, dann aber der Familientradition folgend Jura und wurde 1910 zum Dr. jur. promoviert. Anschließend studierte er Geologie und Paläontologie und wurde 1913 zum Dr. phil. promoviert. 1914–18 nahm er am Ersten Weltkrieg teil, den er als Oberleutnant im Generalstab beendete. Anschließend war er als Rechtsanwalt in Wien tätig. 1939 verließ er Wien, da er auf Grund der NS-Rassegesetze nicht mehr als Rechtsanwalt arbeiten durfte. In der Emigration wurde ihm seine Ausbildung als Paläontologe zur Rettung. Er emigrierte über London, wo er kurzzeitig am British Museum tätig war, in die USA, deren Staatsbürgerschaft er auch annahm. Zunächst kurz am Museum of Comparative Zoology der Harvard University und am Field Museum in Chicago tätig, fand er eine Stelle am American Museum of Natural History in New York. 1955 trat er in den Ruhestand, war jedoch auch weiter am Museum tätig.
Von 1960 bis 1966 lehrte er an der School of Mining der University of Nevada in Reno und betreute danach noch die Fossiliensammlung der Universität.
Er erforschte besonders die Mollusken des Mesozoikums, speziell die Ammoniten der Jura- und Kreidezeit.

## Veröffentlichungen (Auswahl)
Siehe Schriftenverzeichnis in Mitteilungen der Österreichischen Geologischen Gesellschaft. 68, 1978, S. 179–182 (zobodat.at [PDF]).
- Über einen Cephalopodenfund im oberen Jura des Losers bei Alt-Aussee. In: Mitteilungen der Geologischen Gesellschaft. 1, 1908, S. 385–395 (zobodat.at [PDF; 1 MB]).
- Bericht über neue Aufsammlungen in den Zlambachmergeln der Fischerwiese bei Alt-Aussee. In: Beitraege zur Palaeontologie und Geologie Oesterreich-Ungarns und des Orients. 22, 1909, S. 143–167.
- Die Fauna des mittleren Lias von Ballino in Südtirol. I. und II. Teil. In: Beitraege zur Palaeontologie und Geologie Oesterreich-Ungarns und des Orients. Band 25 und 26, 1912 und 1913, S. 223–285 und 1–161.